# ジョン・フランシス・リゴー
ジョン・フランシス・リゴー（John Francis Rigaud、1742年5月18日 - 1810年12月6日）はフランスからスイスに逃れたユグノーの家族を出自とする画家で、イタリアで学んだ後、29歳でイギリスに移り、その後はイギリスで歴史画家、肖像画家として活動した。

## 略歴
トリノで生まれた。ユグノーの商人の家系で祖父母が1685年のフォンテーヌブローの勅令(ナントの勅令の破棄)でリヨンからスイスのジュネーブに亡命した商人の家族の出身である。兄のジェームズ・スティーブン・リゴー(James Stephen Rigaud:1726–1814)はロンドン、リッチモンドの王立天文台で働き、甥のスティーブン・ピーター・リゴー(Stephen Peter Rigaud)はオクスフォード大学の天文学のサヴィル教授職(Savilian Professor of Astronomy)に就いた人物である。
幼いころから絵の才能を示し、サルデーニャ王国の宮廷画家のクラウディオ・フランチェスコ・ボーモン(Claudio Francesco Beaumont)に学んだ。フィレンツェやボローニャへ修行の旅をして、1766年にボローニャの美術アカデミー(Accademia Clementina)の会員となった。1768年に再びイタリア各地を修行しローマに滞在し、ローマではスウェーデン出身の彫刻家、ユーハン・トービアス・セルゲルやアイルランドの画家ジェームズ・バリーと友人になった。バリーとイタリアを旅した後、パリを訪れ1771年12月にロンドンに移った。1772年にロイヤル・アカデミー・オブ・アーツの展覧会に作品を出展し、その年、アカデミーの準会員に選ばれた。
ロイヤル・アカデミーの展覧会に1772年から1815年の間に、合計155点の作品を出展し、有力者の邸宅の装飾画も描いた。歴史画も描いたが肖像画家としての評価が高い。1782年にアカデミーの正会員に選ばれた。1795年にスウェーデン王、グスタフ4世の宮廷画家に任じられ、スウェーデン王立美術院の会員にも選ばれた。

## 作品

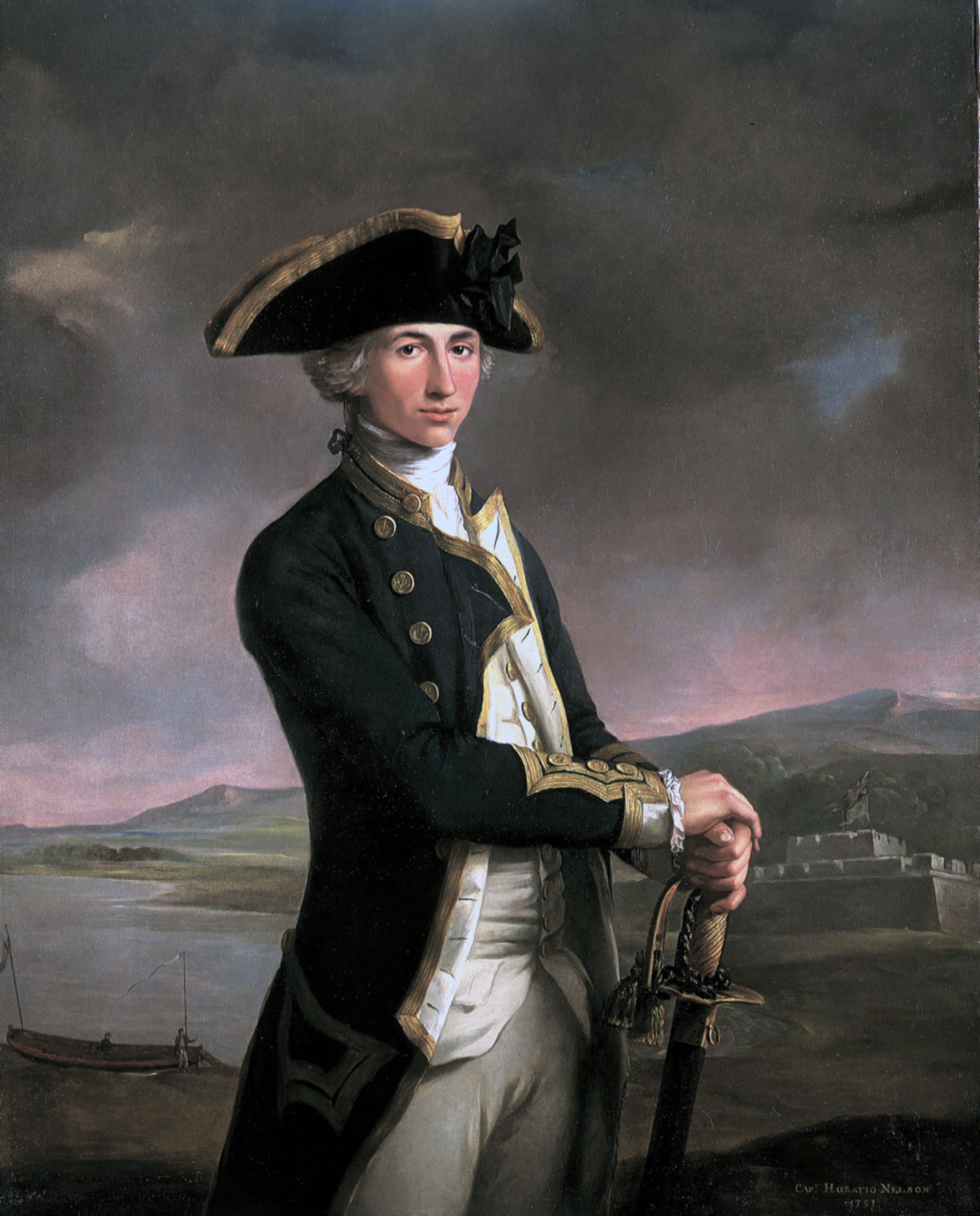
若き日のネルソン提督 (1781)
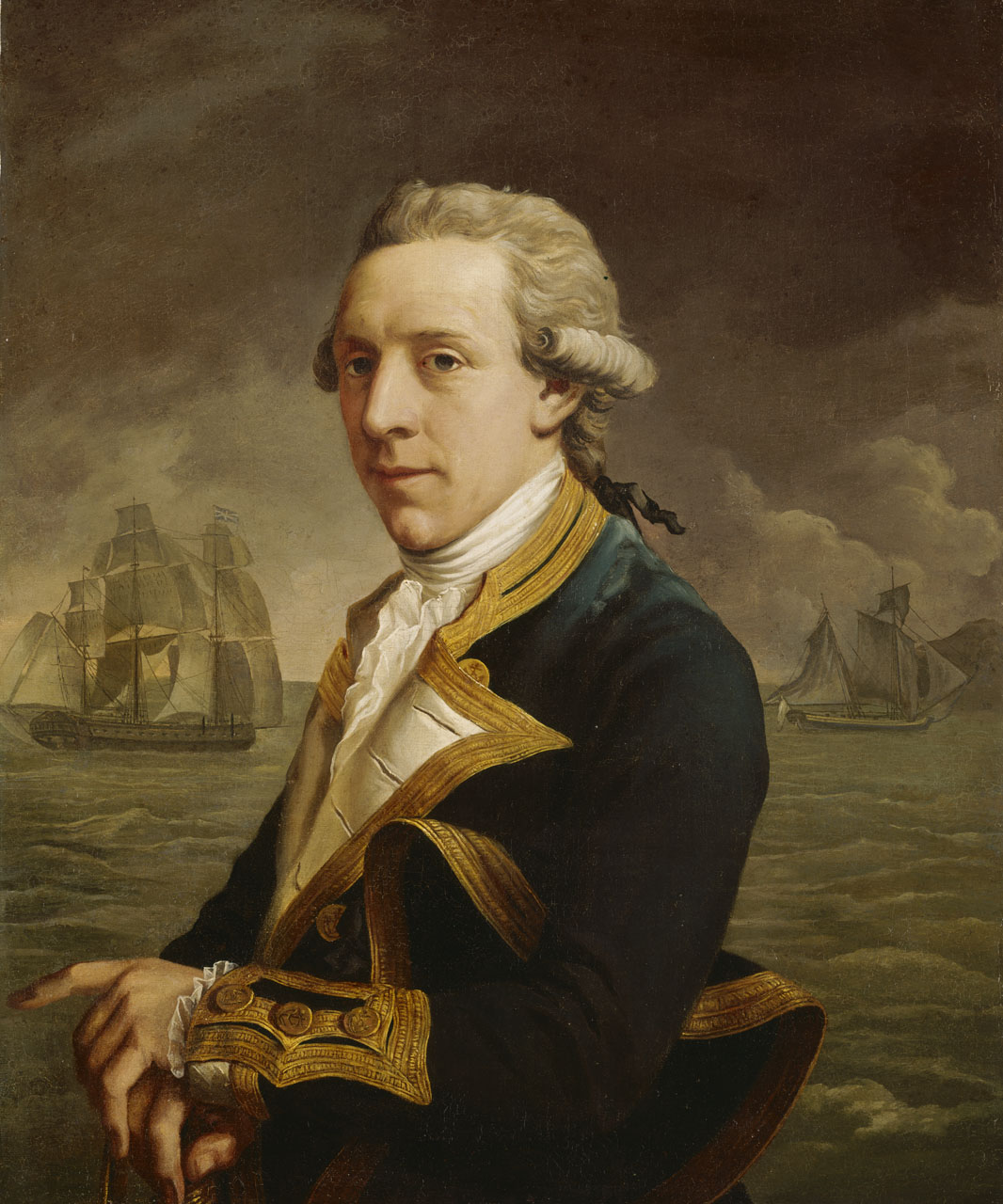
ロバート・マン(海軍軍人)
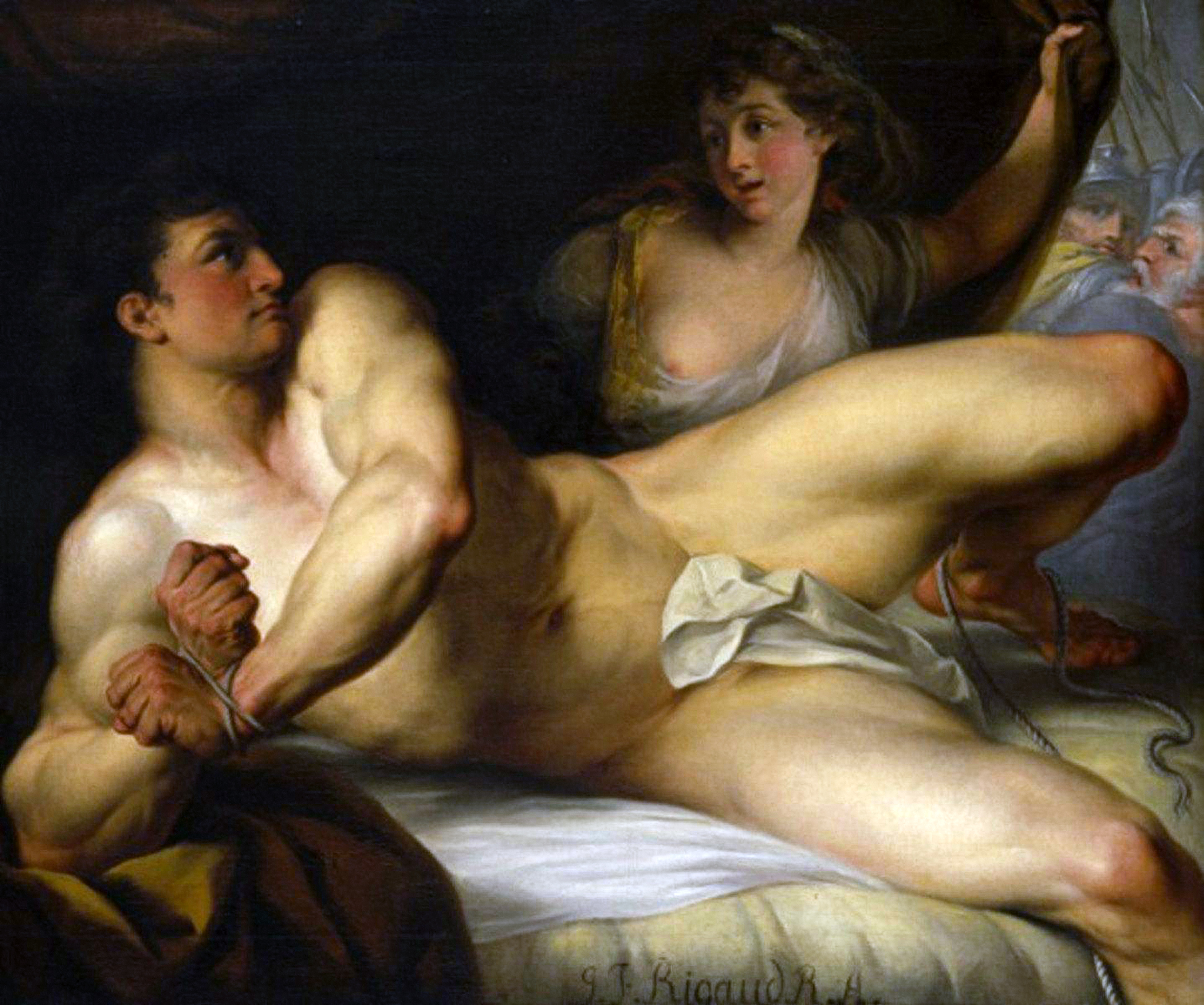
サムソンとデリラ (c.1784)
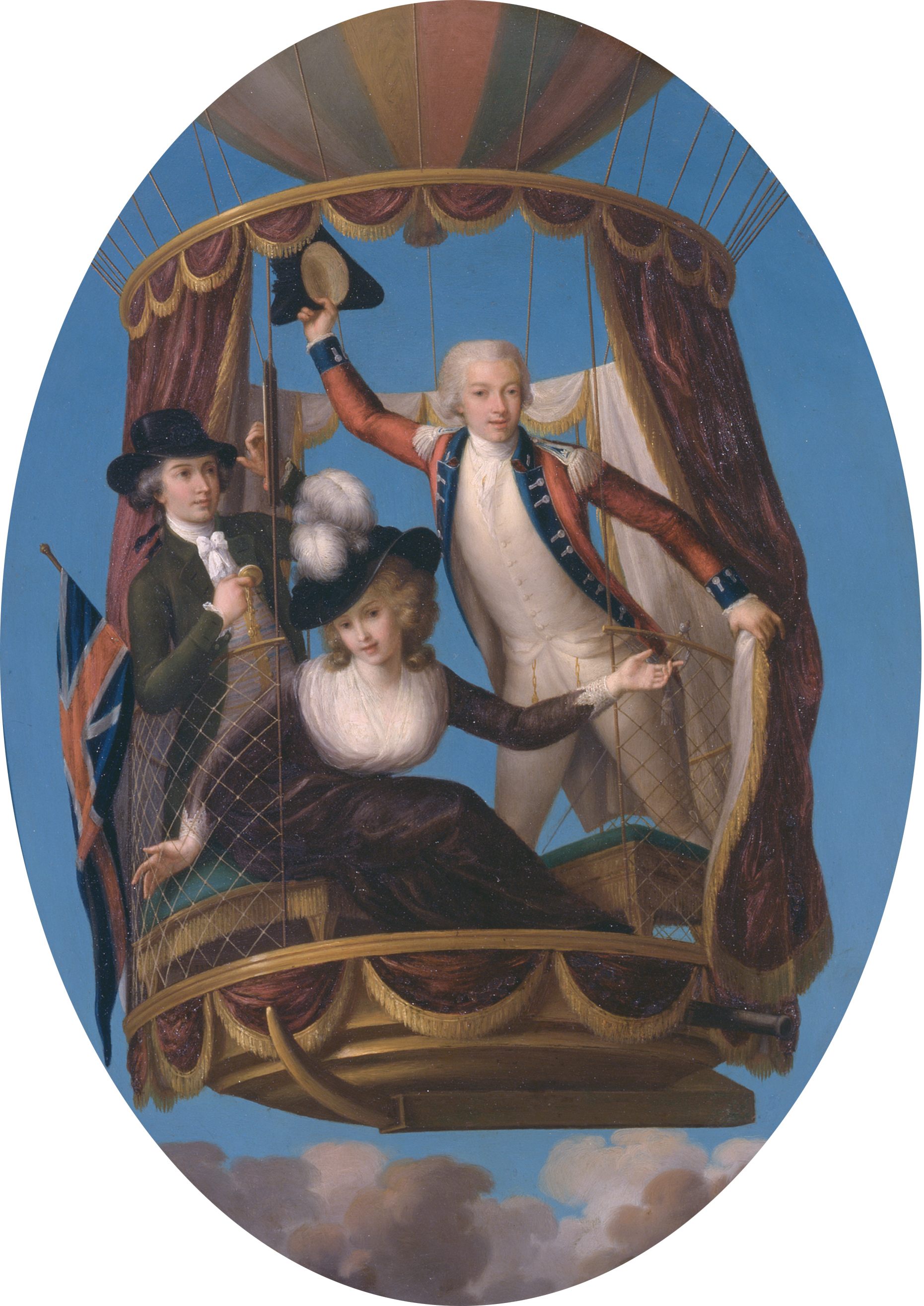
1785年のイギリス女性(Letitia Ann Sage)が初めて同乗した気球飛行